# Фонтенермон
Фонтенермо́н (фр. Fontenermont) — коммуна во Франции, находится в регионе Нижняя Нормандия. Департамент коммуны — Кальвадос. Входит в состав кантона Сен-Севе-Кальвадос. Округ коммуны — Вир.
Код INSEE коммуны — 14279.

## Население
Население коммуны на 2010 год составляло 142 человека.
| 1962 | 1968 | 1975 | 1982 | 1990 | 1999 | 2010 |
| ---- | ---- | ---- | ---- | ---- | ---- | ---- |
| 176  | 161  | 145  | 139  | 126  | 140  | 142  |

## Экономика
В 2010 году среди 97 человек трудоспособного возраста (15—64 лет) 65 были экономически активными, 32 — неактивными (показатель активности — 67,0 %, в 1999 году было 65,9 %). Из 65 активных жителей работали 54 человека (30 мужчин и 24 женщины), безработных было 11 (5 мужчин и 6 женщин). Среди 32 неактивных 6 человек были учениками или студентами, 15 — пенсионерами, 11 были неактивными по другим причинам.